# Clara Holst

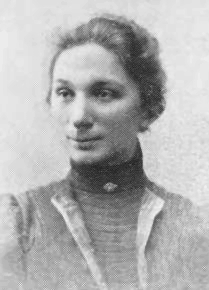
Bild der Philologin Clara Holst.

Clara Holst (* 4. Juni 1868 in Oslo, damals Christiania; † 15. November 1935 ebenda) war eine norwegische Philologin und die erste Frau, die in Norwegen promovierte.

## Leben
Holst war die Schwester von Axel Holst, einem Arzt und Hochschullehrer. Viele ihrer Vorfahren waren Akademiker, insbesondere Ärzte. Ihr Großvater Frederik Holst war die erste Person, die in Norwegen promovierte. Clara Holst besuchte die Nissen-Mädchenschule, im Jahr 1889 erhielt sie die Hochschulreife. Die finanzielle Stellung der Familie war mit entscheidend dafür, dass Holst die Möglichkeit hatte, eine akademische Bildung zu erhalten.

### Studium und Promotion
Holst begann im Jahr 1890 unter Sprachforscher Johan Storm Philologie an der Universität Kristiania zu studieren. Dabei war sie die erste Frau, die in diesem Studiengang studierte. Während ihres Studiums hatte sie Auslandsaufenthalte in Cambridge und an der Sorbonne. Das Studium beendete sie im Jahr 1896. Anschließend ging sie 1897 nach Leipzig, von 1898 bis 1899 hielt sie sich in Kopenhagen auf. Da es für Frauen in Deutschland zu dieser Zeit noch schwer war, Zugang zu Universitäten zu bekommen, brauchte sie sowohl für Leipzig als auch später für Berlin die Hilfe des Professors Sophus Bugge. Im Herbst 1899 ging sie nach Kristiania (heute Oslo) zurück. Im Dezember 1903 promovierte sie mit der Arbeit Studier over middelnedertyske laaneord i dansk i det 14. og 15. aarhundrede, die Arbeit stellte sie 1902 in Berlin fertig. Sie war die erste Frau, die in Norwegen promovierte, zuvor taten dies allerdings bereits drei Norwegerinnen an der Universität Zürich. In ihrer Doktorarbeit untersuchte sie die Verwendung von mittelniederdeutschen Lehnwörtern im Dänischen im 14. und 15. Jahrhundert. Ihre Forschungsergebnisse trugen zur Verbesserung der Datengrundlage über die Geschichte der nordischen Sprachen bei. Zwischen der Fertigstellung und ihrer Disputation reiste sie durch Norddeutschland, um dort verschiedene Dialekte zu analysieren.

### Zeit in den USA
Nach ihrer Disputation begann sie in Halbjahresanstellungen an der Universität sowie als Deutschlehrerin zu arbeiten. Da sie aber keine feste Anstellung an einer norwegischen Universität erhalten konnte, zog sie 1906 in die Vereinigten Staaten. Zunächst unterrichtete sie dort am Wellesley College bei Boston. Von 1907 bis 1908 war sie als Assistenzprofessorin für germanische Sprachen an der University of Kansas tätig.

### Rückkehr nach Norwegen
Anschließend ging Clara Holst nach Norwegen zurück. Dort sollte sie im Jahr 1910 Deutsch an einem Gymnasium in Hamar unterrichten. Da der Rektor ihr jedoch nur Anfängerklassen geben wollte und den gymnasialen Unterricht zwei ältere männliche Kollegen übernehmen sollten, lehnte sie es ab, dort zu arbeiten. Aufgrund ihrer reichen Familie konnte sie sich dieses Vorgehen leisten und sie zog sich aus der akademischen Welt zurück. In der folgenden Zeit lebte sie mit ihren beiden Schwestern in Kristiania und reiste des Öfteren durch Europa. Sie starb 1935 im Alter von 67 Jahren und wurde auf dem Friedhof Vår Frelsers Gravlund begraben. Ihre Rolle für Frauengeschichte in Norwegen war zu diesem Zeitpunkt größtenteils vergessen.

## Rezeption
Im Jahr 2006 veröffentlichte Ernst Håkon Jahr die Biografie Clara Holst – kvinnelig pionér i akademia i Norge. Im Jahr 2018 wurde ein Gebäude der Universität Oslo nach ihr benannt.